# 1991 VH4
1991 VH4 är en asteroid i huvudbältet som upptäcktes den 9 november 1991 av de båda japanska astronomerna Seiji Ueda och Hiroshi Kaneda i Kushiro.
Asteroiden har en diameter på ungefär 12 kilometer.